# Le Jeune Homme amoureux
Le Jeune Homme amoureux (En brazos de la mujer madura) est un film espagnol réalisé par Manuel Lombardero, sorti en 1997.

## Synopsis
Lorsque la guerre civile éclate en 1936, les garçons d'un pensionnat catholique en territoire républicain sont renvoyés chez eux. Trouvant que l'appartement à Gérone de sa mère, veuve, est réquisitionné et qu'elle est bien loin à La Corogne, il décide de la rejoindre en vélo. Au front d'Aragon, il est arrêté par une unité anarchiste sous le commandant charismatique Davalos et est enrôlé pour aider le cuisinier Honorio, qui poursuit une liaison avec une femme paysanne Pilar. Aussi arrêtés sont un riche Anglais et sa femme américaine, la Condesa, pour qui Andrés agit comme interprète et est récompensé. Ensuite il est envoyé  à Barcelone où il entame une liaison avec Julia, la fille vierge de la maison, mais est expulsé juste avant la consommation. Pour vivre, il commence à traiter sur le marché noir et une nuit essaie une prostituée, mais elle est tellement ennuyée qu'en dégoût il la laisse. La guerre terminée, sa mère revient et est mise en place dans un appartement par son amant phalangiste Victor. Au-dessus d'eux vit une femme mariée Marta, qui prête des livres à Andrés et commence une liaison. Mais elle et son mari étaient républicains et sont emmenés par la police secrète. Dans la rue, Andrés rencontre Pilar, la fille du front, et ils passent une nuit ensemble. Lors d'un concert il tombe amoureux de Bobi, belle violoniste italienne, et ils connaissent une brève idylle. La prochaine engagement de son orchestre est dans la zone libre de France et Andrés la rejoint à la gare frontière de Canfranc.

## Fiche technique
Source principale de la fiche technique :
- Titre : Le Jeune Homme amoureux (titre français à la télévision)
- Titre original : En brazos de la mujer madura
- Réalisation : Manuel Lombardero
- Scénario : Rafael Azcona et Manuel Lombardero, adapté du roman Éloge des femmes mûres de Stephen Vizinczey
- Direction artistique :
- Musique : José Manuel Pagán
- Décors : Balter Gallart et Josep Rosell
- Costumes : Lala Huete et Joan Martínez
- Photographie : José Luis Alcaine
- Son :
- Montage : Ernest Blasi
- Production : Andrés Vicente Gómez
  - production associée : Antonio Saura et Fernando de Garcillán
- Société de production : Canal+ España, Lolafilms, Sociedad General de Televisión et Sogepaq
- Distribution :
- Budget :
- Pays de production :  Espagne
- Langue : espagnol et anglais
- Format : Couleur (Eastmancolor) - Son : Dolby Digital - Format 35 mm
- Genre : drame
- Durée : 105 minutes
- Dates de sortie :
  - Espagne : 11 avril 1997
  - Canada : 11 septembre 1997 (Festival international du film de Toronto)

## Distribution
Source principale de la distribution :
| - Juan Diego Botto : Andrés - Miguel Ángel García : Andrés à 15 ans - Faye Dunaway : Condesa - Carme Elias : Irene - Joanna Pacula : Marta - Rosana Pastor : Pilar - Imanol Arias : Dávalos - Florence Pernel : Bobi | - Ingrid Rubio : Julia - Ángel de Andrés López : Víctor - Ramón Barea : Peciña - Lorena García : Miss Mozar - Nancho Novo : Honorio - Ralph Riach : Conde - Joan Crosas : Carlos |

## Distinctions
Source principale des distinctions :

### Nomination
- 1998 : nommé au prix Goya du meilleur photographe pour José Luis Alcaine
- 1998 : nommé au prix Goya des meilleurs décors pour Josep Rosell et Balter Gallart